# Abjos
Abiola Mayowa Joseph(más conocido popularmente por su nombre artístico Abjosbeatz o Abjos, nacido  23 de octubre de 1987 en Lagos, Nigeria). Es un cantante  de Pop ritmos afro y prolífico compositor de canciones.es famoso por sus canciones "Inter Local" y "Mula".La canción fue revisada positivamente en la estación de televisión italiana, como Rai 3, Obaland Magazine y otras importantes estaciones de radio, ya que le permitieron entrevistas.

## Éxito profesional
Abjos ha producido éxitos nacionales como "Asking" interpretada por Winning Jah, la canción alcanzó el primer lugar en Nigeria Apple Music. Ha actuado junto a músicos de la corriente principal como  Otile Brown, Skales, Orezi, Durella, Terry G, , Jaywon, Eriga, Solid Star, Zlatan, Jayone,  SlimJoe, Wonderboy Solek  y otros. en la industria de la música en Nigeria. Abjos ha ganado y recibido más de 10 premios musicales y de producción. En diciembre de 2021 realizó una gira musical en Gambia, Senegal, Abiyán y finalizó su gira en Cotonú en 2022, donde se presentó en el Instituto Francés de Cotonú, donde finalmente resultó COVID-19 positivo después de su concierto.
Algunas de sus canciones más conocidas son:

## Producciones musicales y discografía
- 2021: Mula